# 伊戈里夫卡 (普里阿佐夫西克區)
46°33′56″N 35°41′4″E / 46.56556°N 35.68444°E
伊戈里夫卡（烏克蘭語：Ігорівка）是位於烏克蘭東南部的村莊，由扎波羅熱州梅利托波爾區的亞歷山德里夫卡市鎮負責管轄。該村始建於1913年，面積0.28平方公里，海拔高度16米，2001年人口59，人口密度每平方公里209.22人。